# Michail Andreevič Osorgin
Michail Andreevič Osorgin, pseudonimo di Michail Andreevič Il'in (in russo Михаи́л Андре́евич Осорги́н?; Perm', 19 ottobre 1878 – Chabris, 27 novembre 1942), è stato uno scrittore, giornalista e saggista russo.

## Biografia
Michail Andreevič Osorgin nacque a Perm' il 19 ottobre 1878.
La sua carriera di studi culminò con la laurea nel 1902 alla Facoltà di giurisprudenza dell'Università statale di Mosca, dopo di che incominciò a lavorare come avvocato, collaborando contemporaneamente con alcuni giornali e aderendo alle idee e alla propaganda del partito social-rivoluzionario. Nel dicembre 1905, dopo aver partecipato ai moti, venne arrestato e imprigionato per sei mesi; una volta liberò decise di scappare all'estero.
Dopo un breve soggiorno in Finlandia, si trasferì nel 1906 in Italia insieme alla prima moglie Elena Aleksandrovna Malikova (dalla quale divorziò nel 1910) in Liguria a Sori. Dopo una breve parentesi parigina nel 1908, ritornò nella Riviera ligure, a Cavi di Lavagna.
Nell'ottobre 1908 si recò a Roma, dove collaborò con i giornali Vestnik Evropy e Russkie vedomosti, inviando le proprie corrispondenze fino al 1917 dall'Italia, dedicate alla vita culturale e sociale, alla vita degli emigrati russi, alle bellezze dell'Italia.
Negli anni 1909-1914 si impegnò anche all'organizzazione di trasferte per insegnanti e studenti russi in Italia come rappresentante della Commissione per escursioni didattiche a scopo di perfezionamento professionale. Si dimostrò un'ottima iniziativa per favorire lo scambio culturale tra i due paesi.
Nel 1913 pubblicò il libro Studi sull'Italia contemporanea (Očerki sovremennoj Italii, 1913).
Nel 1916 abbandonò l'Italia e rientrò in Russia, dove proseguì la carriera giornalistica come inviato di guerra per il Russkie vedomosti.
Si entusiasmò inizialmente per la rivoluzione, ma fu presto deluso per la mancanza di libertà di stampa. Si avvicinò alla massoneria e assunse la carica di vice-presidente dell'Unione degli Scrittori.
Venne arrestato nell'agosto 1921, confinato in un villaggio a nord di Kazan' e dopo pochi mesi espulso dalla Russia insieme ad altri intellettuali il 13 settembre 1922, perché considerato uno scrittore "borghese".
Dopo una breve visita a Berlino, ritornò in Italia, a Cavi di Lavagna dove iniziò il suo rapporto con il giornale liberale Poslednie novosti, che proseguirà fino al 1940.
A Roma invitato da Ettore Lo Gatto, partecipò al ciclo di conferenze «La Russia e i Russi», ed ebbe l'occasione di conoscere Luigi Pirandello e Grazia Deledda.
Alla fine del 1923 si stabilì definitivamente a Parigi, tranne un breve soggiorno a Cavi di Lavagna nel 1926, dove sposò Tat'jana Alekseevna Bakunina (1904-1995).
È del 1924 l'unica traduzione italiana pubblicata in vita da Osorgin, la raccolta Rondinella Natascia e altri racconti russi.
Osorgin conservò la cittadinanza sovietica fino al 1937. A causa degli sviluppi bellici scappò da Parigi insieme alla moglie nel 1940, e si stabilì a Chabris, nella zona non occupata dai tedeschi, dove riuscì a collaborare con il giornale degli emigrati russi in America Novoe Russkoe Slovo.
Scrisse nell'autobiografia Vremena (1955):
(Osorgin, autobiografia Vremena, 1955)
Per quanto riguarda la letteratura, Osorgin diventò una personalità apprezzata grazie al suo romanzo realistico Un vicolo di Mosca (Sivcev-Vražek, 1928); Sivcev-Vražek è il nome di un vicolo di Mosca e il libro fu tradotto in numerose lingue. Il romanzo è intriso di episodi ispirati dalla realtà, ma liricamente trasfigurati, una "cronaca lirica di avvenimenti tragici", fu ideato come un'epopea, ma realizzato appunto liricamente.
Lo stesso stile, un realismo discorsivo, caratterizzò le opere seguenti: nel 1930 pubblicò Racconto sulla sorella (Povest' o sestre, 1930), una biografia che esprime la cronaca in modo e tono artistico, con una grande vivacità dello sfondo (la vecchia Mosca con la sua vita studentesca) e le descrizioni della natura russa.
Nel 1931 uscì Miracolo sul lago (Čudo na ozero, 1931), un libro più che di racconti di rievocazioni di un passato entrato nel mito, con somiglianze con quello dei primi racconti di Ivan Sergeevič Turgenev.
Tra il 1932 e il 1937 diede alle stampe tre romanzi: Il testimone della storia (Svidetel' istorij, 1932), incentrato sui terroristi dell'epoca della rivoluzione del 1905; Il libro delle fini (Kniga o koncach, 1935), sull'epoca di depressione seguente al fallimento della rivoluzione; Il massone (Vol 'nyi kamenščik, 1937), basato sulla vita dell'emigrazione, con un protagonista che ricorda Don Chisciotte della Mancia e un tono umoristico ispirato da Jonathan Swift e da Laurence Sterne.
Tra le altre sue opere si ricordano Le cose dell'uomo (Veščičeloveka, 1929) e Tempi (Vremena, postumo, 1955): complessivamente Osorgin fu uno scrittore realista con accentuate note sentimentali e ironiche.

## Opere
- Studi sull'Italia contemporanea (Očerki sovremennoj Italii, 1913);
- Un vicolo di Mosca (Sivcev-Vražek, 1928);
- Le cose dell'uomo (Veščičeloveka, 1929);
- Racconto sulla sorella (Povest' o sestre, 1930);
- Miracolo sul lago (Čudo na ozero, 1931);
- Il testimone della storia (Svidetel' istorij, 1932);
- Il libro delle fini (Kniga o koncach, 1935);
- Il massone (Vol 'nyi kamenščik, 1937);
- Tempi (Vremena, postumo, 1955).